# Sydorowytschi
Sydorowytschi (ukrainisch Сидоровичі; russisch Сидоровичи/Sidorowitschi) ist ein Dorf im Nordwesten der Oblast Kiew in der Ukraine mit 320 Einwohnern (2004).

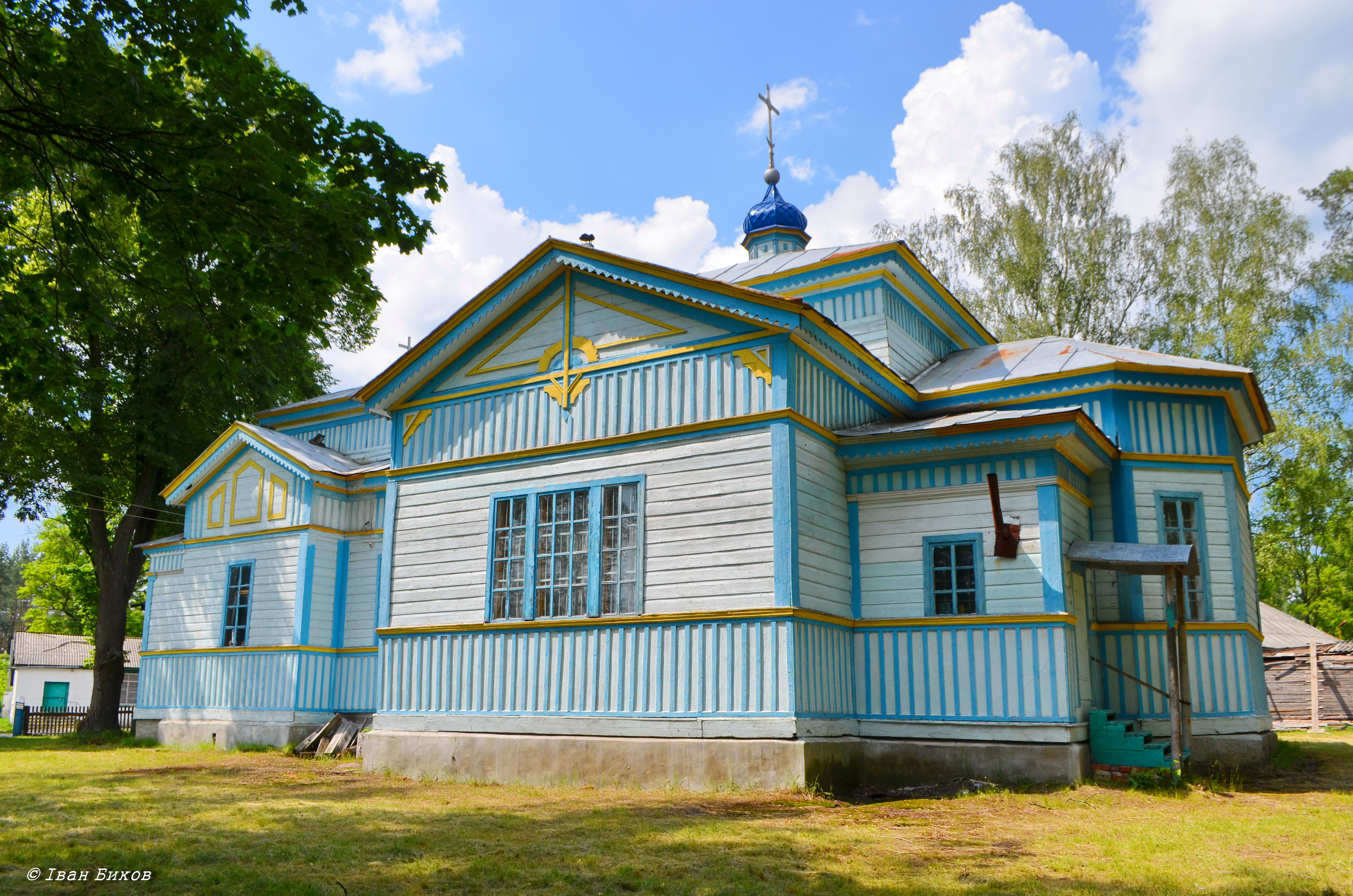
Kirche im Ort

Am 12. Juni 2020 wurde das Dorf ein Teil der neugegründeten Siedlungsgemeinde Iwankiw, bis dahin bildete es zusammen mit den Dörfern Buda-Polidariwska (Буда-Полідарівська) und Polidariwka (Полідарівка) die gleichnamige Landratsgemeinde Sydorowytschi (Сидоровицька сільська рада/Sydorowyzka silska rada) im Westen des Rajons Iwankiw.
Am 17. Juli 2020 kam es im Zuge einer großen Rajonsreform zum Anschluss des Rajonsgebietes an den Rajon Wyschhorod.

## Persönlichkeiten
- Chajim Hasas (1898–1973), israelischer Schriftsteller
- Nehemia Rabitschow (1886–1971), Vater von Jitzchak Rabin